# アレクサンドル・スミルノフ
アレクサンドル・ヴィクトロヴィチ・スミルノフ（ロシア語: Александр Викторович Смирнов、英語: Alexander Victorovich Smirnov, 1984年10月11日 - ）は、トヴェリ州トヴェリ出身の男性元フィギュアスケート(ペア)選手。パートナーは川口悠子など。
2010年バンクーバーオリンピックロシア代表。2009年、2010年世界選手権3位、2010年・2015年欧州選手権優勝。

## 人物
2010年8月に一般人女性と結婚。2014年10月には夫人との間に第一子となる男子をもうけている。

## 経歴
トヴェリ州トヴェリに生まれ、4歳のころにスケートをはじめた。当初は男子シングル選手として活動していたが、17歳のときにペアスケーティングに転向し、アレクサンドラ・ダニロワとのペアを経て2005年にエカテリーナ・ワシリエワとペアを結成した。JGPバルト杯で2位となったものの、シーズン終了後に解散。2006年4月川口悠子と新たにペアを結成した。
2006-2007シーズン、ロシア杯で3位、2007年3月世界選手権に出場し、9位となるなど頭角を現す。2007-2008シーズンはスケートカナダ、ロシア杯ともに3位となり、初のグランプリファイナル進出を決めた。グランプリファイナルではSPとFSともに転倒があり5位に終わった。年が明けて2008年1月、ロシア選手権で初優勝を飾り、欧州選手権のロシア代表に選出された。欧州選手権ではSPで4位スタートとなったものの、FSで3位となり総合3位、初出場でメダルを獲得した。
2009-2010シーズン、欧州選手権ではSP、FS、総合得点の全てにおいてパーソナルベストを更新して初優勝。FSではISU歴代最高得点も更新した。
2010年4月、川口は肩の手術を行った。また、スミルノフは股の付け根部分を負傷したために、ドイツで治療を受けた。その後、スミルノフがかかとを捻挫し、2人の治療のためにスケートカナダの出場を取り止めた。その後、ロステレコム杯で復帰し優勝をした。東日本大震災の影響で急遽、ロシアへ開催地が変更となった世界選手権では4位入賞。エキシビションでは日本への思いを込めて「いつも何度でも」を滑った。
2011-2012シーズン、グランプリシリーズに3戦出場。グランプリファイナルでは初のメダルの銅メダルを獲得。ロシア選手権はグランプリファイナルの前から痛めていたひざの怪我のために欠場。さらに出場を予定していた欧州選手権は、盲腸炎の緊急手術のために欠場した。世界選手権ではSPでリフト中に転倒し11位と出遅れた。FSでは4位と巻き返したものの同じくリフトで大きなミスを犯した。総合では7位に終わった。
2012-2013シーズン、夏に右膝の半月板の手術を行った。欧州選手権はペア結成以来初めてメダルを逃した。世界選手権ではSP4位だったが、FSの最後のリフトでフェンスに接触し失敗。順位を6位に落とした。
2013-2014シーズン、国内大会のパニンメモリアルで3回転トゥループを転倒。その時に断裂した膝の靭帯の手術のために、スケートカナダとNHK杯の出場を辞退した。怪我からの復帰は間に合わず、シーズン全ての試合を欠場することになった。このシーズン限りでの引退を予定していたが2018年平昌オリンピックを目指し、現役を続行することを決めた。
2014-2015シーズン、復帰戦のネーベルホルン杯で優勝。グランプリシリーズのスケートアメリカでは自身初めてスロー4回転サルコウでマイナス評価を受けない実施をした。5シーズンぶりにFSのパーソナルベストを更新し優勝した。この優勝により史上5組目のグランプリシリーズ全6戦の優勝者となった。欧州選手権ではSP2位から逆転して、5年ぶり2度目の優勝を果たした。2年ぶりに出場の世界選手権のSPはミスの無い演技で4位につけた。しかしFSではスロー3回転ループの転倒をはじめ精彩を欠き5位に順位を落とした。
2015-2016シーズン、グランプリファイナルでは5年ぶりに銅メダルを獲得。ロシア選手権では3位にSPで0.05点差、FSでは0.07点差の2位で僅差をかわして銀メダルを獲得した。この結果、欧州選手権と世界選手権の代表に内定した。1月20日、川口のアキレス腱の断裂により欧州選手権の代表を辞退した。
2016-2017シーズン、グランプリシリーズでは2大会でいずれも表彰台を逃した。ペア結成以降、1つのメダルも獲得できなかったのはこれが初めてである。ロシア選手権でも初めて表彰台を逃し、5位に終わった。
2017年9月22日、引退を発表した。

## 主な戦績
- 川口悠子とのペア

| 大会/年            | 2006-07 | 2007-08 | 2008-09 | 2009-10 | 2010-11 | 2011-12 | 2012-13 | 2014-15 | 2015-16 | 2016-17 |
| ------------------ | ------- | ------- | ------- | ------- | ------- | ------- | ------- | ------- | ------- | ------- |
| 冬季オリンピック   |         |         |         | 4       |         |         |         |         |         |         |
| 世界選手権         | 9       | 4       | 3       | 3       | 4       | 7       | 6       | 5       |         |         |
| 欧州選手権         |         | 3       | 2       | 1       | 2       |         | 5       | 1       |         |         |
| 世界国別対抗戦     |         |         | T5 / P2 |         |         |         |         | T2 / P3 |         |         |
| ロシア選手権       |         | 1       | 1       | 1       | 2       | 棄権    | 2       | 3       | 2       | 5       |
| GPファイナル       |         | 5       | 5       | 5       |         | 3       | 6       | 6       | 3       |         |
| GP中国杯           |         |         |         |         |         | 1       | 2       |         | 1       | 6       |
| GPスケートカナダ   |         | 3       | 1       |         |         |         |         |         |         | 5       |
| GPロステレコム杯   | 3       | 3       | 2       | 2       | 1       | 2       |         |         | 2       |         |
| GPNHK杯            |         |         |         | 2       |         | 1       |         | 2       |         |         |
| GPスケートアメリカ |         |         |         |         |         |         |         | 1       |         |         |
| GPエリック杯       |         |         |         |         |         |         | 1       |         |         |         |
| CSネペラ記念       |         |         |         |         |         |         |         |         |         | 2       |
| CS M.オーナメント  |         |         |         |         |         |         |         |         | 1       |         |
| CSネーベルホルン杯 |         |         |         |         |         |         |         | 1       |         |         |
| ニース杯           | 1       | 1       | 1       |         |         |         |         |         |         |         |

- エカテリーナ・ワシリエワとのペア

| 大会/年       | 2005-06 |
| ------------- | ------- |
| 世界Jr.選手権 | 6       |
| JGPバルト杯   | 2       |

### 詳細
| 2016-2017 シーズン      |                                                                        |         |          |          |
| 開催日                  | 大会名                                                                 | SP      | FS       | 結果     |
| 2016年12月20日 - 25日   | ロシアフィギュアスケート選手権（チェリャビンスク）                     | 5 67.52 | 5 123.90 | 5 191.42 |
| 2016年11月18日 - 20日   | ISUグランプリシリーズ 中国杯（北京）                                   | 6 62.90 | 6 112.63 | 6 175.53 |
| 2016年10月27日 - 30日   | ISUグランプリシリーズ スケートカナダ（ミシサガ）                       | 5 64.40 | 6 118.35 | 5 182.75 |
| 2016年9月29日 - 10月2日 | ISUチャレンジャーシリーズ オンドレイネペラメモリアル（ブラチスラヴァ） | 2 68.56 | 2 116.86 | 2 185.42 |

| 2015-2016 シーズン    |                                                                    |         |          |          |
| 開催日                | 大会名                                                             | SP      | FS       | 結果     |
| 2015年12月23日 - 27日 | ロシアフィギュアスケート選手権（エカテリンブルク）                 | 2 77.26 | 2 140.38 | 2 217.64 |
| 2015年12月9日 - 13日  | 2015/2016 ISUグランプリファイナル（バルセロナ）                    | 2 73.64 | 3 132.95 | 3 206.59 |
| 2015年11月20日 - 22日 | ISUグランプリシリーズ ロステレコム杯（モスクワ）                   | 2 71.70 | 2 136.32 | 2 208.02 |
| 2015年11月6日 - 8日   | ISUグランプリシリーズ 中国杯（北京）                               | 2 72.45 | 1 143.55 | 1 216.00 |
| 2015年10月15日 - 18日 | ISUチャレンジャーシリーズ モルドヴィアンオーナメント（サランスク） | 1 76.02 | 1 138.03 | 1 214.05 |

| 2014-2015 シーズン     |                                                                  |         |          |          |
| 開催日                 | 大会名                                                           | SP      | FS       | 結果     |
| 2015年4月16日 - 19日   | 2015年世界フィギュアスケート国別対抗戦（東京）                   | 3 66.97 | 4 127.07 | 2 団体   |
| 2015年3月23日 - 29日   | 2015年世界フィギュアスケート選手権（上海）                       | 4 71.59 | 6 127.32 | 5 198.91 |
| 2015年1月26日 - 2月1日 | 2015年ヨーロッパフィギュアスケート選手権（ストックホルム）       | 2 69.86 | 1 137.81 | 1 207.67 |
| 2014年12月24日 - 28日  | ロシアフィギュアスケート選手権（ソチ）                           | 2 71.81 | 3 135.87 | 3 207.68 |
| 2014年12月11日 - 14日  | 2014/2015 ISUグランプリファイナル（バルセロナ）                  | 6 55.97 | 5 128.57 | 6 184.54 |
| 2014年11月28日 - 30日  | ISUグランプリシリーズ NHK杯（門真）                              | 2 64.60 | 3 119.00 | 2 183.60 |
| 2014年10月24日 - 26日  | ISUグランプリシリーズ スケートアメリカ（シカゴ）                 | 1 69.16 | 1 140.00 | 1 209.16 |
| 2014年9月24日 - 27日   | ISUチャレンジャーシリーズ ネーベルホルン杯（オーベルストドルフ） | 1 66.59 | 1 129.30 | 1 195.89 |

| 2012-2013 シーズン    |                                                      |         |          |          |
| 開催日                | 大会名                                               | SP      | FS       | 結果     |
| 2013年3月10日 - 17日  | 2013年世界フィギュアスケート選手権（ロンドン）       | 4 69.98 | 7 121.61 | 6 191.59 |
| 2013年1月23日 - 27日  | 2013年ヨーロッパフィギュアスケート選手権（ザグレブ） | 5 56.20 | 5 119.28 | 5 175.48 |
| 2012年12月24日 - 28日 | ロシアフィギュアスケート選手権（ソチ）               | 2 70.19 | 2 137.18 | 2 207.37 |
| 2012年12月6日 - 9日   | 2012/2013 ISUグランプリファイナル（ソチ）            | 6 58.02 | 5 120.70 | 6 178.72 |
| 2012年11月16日 - 18日 | ISUグランプリシリーズ エリック・ボンパール杯（パリ） | 1 66.78 | 2 121.21 | 1 187.99 |
| 2012年11月2日 - 4日   | ISUグランプリシリーズ 中国杯（上海）                 | 2 63.70 | 2 119.83 | 2 183.53 |

| 2011-2012 シーズン     |                                                         |          |          |          |
| 開催日                 | 大会名                                                  | SP       | FS       | 結果     |
| 2012年3月26日 - 4月1日 | 2012年世界フィギュアスケート選手権（ニース）            | 11 59.59 | 4 122.83 | 7 182.42 |
| 2011年12月8日 - 11日   | 2011/2012 ISUグランプリファイナル（ケベック・シティー） | 4 61.37  | 3 126.40 | 3 187.77 |
| 2011年11月25日 - 27日  | ISUグランプリシリーズ ロステレコム杯（モスクワ）        | 2 65.17  | 2 132.67 | 2 197.84 |
| 2011年11月11日 - 13日  | ISUグランプリシリーズ NHK杯（札幌）                     | 5 55.02  | 1 122.49 | 1 177.51 |
| 2011年11月4日 - 6日    | ISUグランプリシリーズ 中国杯（上海）                    | 1 64.45  | 1 122.29 | 1 186.74 |

| 2010-2011 シーズン     |                                                    |         |          |          |
| 開催日                 | 大会名                                             | SP      | FS       | 結果     |
| 2011年4月24日 - 5月1日 | 2011年世界フィギュアスケート選手権（モスクワ）     | 5 62.54 | 4 124.82 | 4 187.36 |
| 2011年1月24日 - 30日   | 2011年ヨーロッパフィギュアスケート選手権（ベルン） | 2 69.49 | 1 134.12 | 2 203.61 |
| 2010年12月25日 - 29日  | ロシアフィギュアスケート選手権（サランスク）       | 2 68.15 | 2 133.29 | 2 201.44 |
| 2010年11月19日 - 21日  | ISUグランプリシリーズ ロステレコム杯（モスクワ）   | 1 61.91 | 1 120.79 | 1 182.70 |

| 2009-2010 シーズン    |                                                        |         |          |          |
| 開催日                | 大会名                                                 | SP      | FS       | 結果     |
| 2010年3月22日 - 28日  | 2010年世界フィギュアスケート選手権（トリノ）           | 2 73.12 | 3 130.67 | 3 203.79 |
| 2010年2月12日 - 28日  | バンクーバーオリンピック（バンクーバー）               | 3 74.16 | 7 120.61 | 4 194.77 |
| 2010年1月18日 - 24日  | 2010年ヨーロッパフィギュアスケート選手権（タリン）     | 2 73.92 | 1 139.23 | 1 213.15 |
| 2009年12月25日 - 26日 | ロシアフィギュアスケート選手権（サンクトペテルブルク） | 1 78.01 | 1 142.60 | 1 220.61 |
| 2009年12月3日 - 6日   | 2009/2010 ISUグランプリファイナル（東京）              | 6 62.30 | 5 120.71 | 5 183.01 |
| 2009年11月5日 - 8日   | ISUグランプリシリーズ NHK杯（長野）                    | 1 68.90 | 2 124.15 | 2 193.05 |
| 2009年10月22日 - 25日 | ISUグランプリシリーズ ロステレコム杯（モスクワ）       | 2 61.62 | 2 118.52 | 2 180.14 |

| 2008-2009 シーズン       |                                                        |         |          |          |
| 開催日                   | 大会名                                                 | SP      | FS       | 結果     |
| 2009年4月16日 - 19日     | 2009年世界フィギュアスケート国別対抗戦（東京）         | 2 65.08 | 2 120.07 | 2 185.15 |
| 2009年3月23日 - 29日     | 2009年世界フィギュアスケート選手権（ロサンゼルス）     | 2 68.94 | 3 117.45 | 3 186.39 |
| 2009年1月19日 - 25日     | 2009年ヨーロッパフィギュアスケート選手権（ヘルシンキ） | 3 65.38 | 2 117.39 | 2 182.77 |
| 2008年12月24日 - 28日    | ロシアフィギュアスケート選手権（カザン）               | 2 65.18 | 1 135.91 | 1 201.09 |
| 2008年12月10日 - 14日    | 2008/2009 ISUグランプリファイナル（高陽）              | 6 55.42 | 4 112.03 | 5 167.45 |
| 2008年11月20日 - 23日    | ISUグランプリシリーズ ロシア杯（モスクワ）             | 2 58.76 | 1 110.51 | 2 169.27 |
| 2008年10月30日 - 11月2日 | ISUグランプリシリーズ スケートカナダ（オタワ）         | 1 65.02 | 2 111.95 | 1 176.97 |
| 2008年10月15日 - 19日    | 2008年ニース杯（ニース）                               | 2 51.07 | 1 103.33 | 1 154.40 |

| 2007-2008 シーズン    |                                                        |         |          |          |
| 開催日                | 大会名                                                 | SP      | FS       | 結果     |
| 2008年3月17日 - 23日  | 2008年世界フィギュアスケート選手権（ヨーテボリ）       | 3 71.42 | 4 119.91 | 4 191.33 |
| 2008年1月21日 - 27日  | 2008年ヨーロッパフィギュアスケート選手権（ザグレブ）   | 4 61.25 | 3 106.00 | 3 167.25 |
| 2008年1月3日 - 7日    | ロシアフィギュアスケート選手権（サンクトペテルブルク） | 1 66.30 | 1 124.30 | 1 190.60 |
| 2007年12月13日 - 16日 | 2007/2008 ISUグランプリファイナル（トリノ）            | 6 51.74 | 5 110.01 | 5 161.75 |
| 2007年11月22日 - 25日 | ISUグランプリシリーズ ロシア杯（モスクワ）             | 4 62.94 | 3 118.77 | 3 181.71 |
| 2007年11月1日 - 4日   | ISUグランプリシリーズ スケートカナダ（ケベックシティ） | 3 60.00 | 3 105.19 | 3 165.19 |
| 2007年10月18日 - 21日 | 2007年ニース杯（ニース）                               | 1 61.18 | 1 107.95 | 1 169.13 |

| 2006-2007 シーズン    |                                            |         |           |          |
| 開催日                | 大会名                                     | SP      | FS        | 結果     |
| 2007年3月19日 - 25日  | 2007年世界フィギュアスケート選手権（東京） | 4 62.07 | 10 101.55 | 9 163.62 |
| 2006年11月23日 - 26日 | ISUグランプリシリーズ ロシア杯（モスクワ） | 3 59.46 | 3 109.04  | 3 168.50 |
| 2006年11月9日 - 11日  | 2006年ニース杯（ニース）                   | 1 51.97 | 1 100.09  | 1 152.06 |

| 2005-2006 シーズン    |                                                            |         |         |          |
| 開催日                | 大会名                                                     | SP      | FS      | 結果     |
| 2006年3月6日 - 12日   | 2006年世界ジュニアフィギュアスケート選手権（リュブリャナ） | 2 48.11 | 7 79.20 | 6 127.31 |
| 2005年10月13日 - 16日 | ISUジュニアグランプリ バルト杯（グダニスク）               | 2 42.70 | 3 79.86 | 2 122.56 |

## プログラム使用曲
| シーズン  | SP | FS | EX |
| --------- | --- | --- | --- |
| 2016-2017 | オール・アローン 作曲：ジョー・サトリアーニ 振付：ピーター・チェルニシェフ                                                                     | 月の光 作曲：クロード・ドビュッシー 振付：ピーター・チェルニシェフ                                                                                     | 美しく青きドナウ 作曲：ヨハン・シュトラウス2世 |
| 2015-2016 | I Finally Found Someone 曲：バーブラ・ストライサンド、ブライアン・アダムス 振付：ピーター・チェルニシェフ                                      | マンフレッド交響曲 作曲：ピョートル・チャイコフスキー 振付：ピーター・チェルニシェフ                                                                   | フェブラリー 作曲：レオニード・レヴァシュケヴィッチ 振付：Alexander Matveev、ピーター・チェルニシェフハバネラ 歌劇『カルメン』より 作曲：ジョルジュ・ビゼー黒い瞳 ボーカル：イワン・レブロフ |
| 2014-2015 | タイスの瞑想曲 作曲：ジュール・マスネ 振付：ピーター・チェルニシェフ                                                                           | マンフレッド交響曲 作曲：ピョートル・チャイコフスキー 振付：ピーター・チェルニシェフ                                                                   | ハバネラ 歌劇『カルメン』より 作曲：ジョルジュ・ビゼー |
| 2013-2014 | 歌曲カチューシャの主題による変奏曲 作曲：マルガリータ・アジャソヴァ 編曲：ユーリー・ボロディ 演奏：Feel'armonia 振付：ピーター・チェルニシェフ | マンフレッド交響曲 作曲：ピョートル・チャイコフスキー 振付：ピーター・チェルニシェフ                                                                   | |
| 2012-2013 | 美しく青きドナウ 作曲：ヨハン・シュトラウス2世 振付：Alexander Matveev、ピーター・チェルニシェフ                                               | フェブラリー 作曲：レオニード・レヴァシュケヴィッチ 振付：Alexander Matveev、ピーター・チェルニシェフ                                                  | ユー・レイズ・ミー・アップ ボーカル：ケルティック・ウーマン黒い瞳 ボーカル：イワン・レブロフミュージカル『キャッツ』より 作曲：アンドルー・ロイド・ウェバー                                  |
| 2011-2012 | オール・アローン 作曲：ジョー・サトリアーニ 振付：ピーター・チェルニシェフ                                                                     | 月の光 作曲：クロード・ドビュッシー 振付：ピーター・チェルニシェフ                                                                                     | 黒い瞳 ボーカル：イワン・レブロフ |
| 2010-2011 | ツァラトゥストラはこう語った 作曲：リヒャルト・シュトラウス 振付：イゴール・ボブリン、ナタリア・ベステミアノワ                                 | 月の光 作曲：クロード・ドビュッシー 振付：ピーター・チェルニシェフ                                                                                     | 白鳥 作曲：カミーユ・サン＝サーンスいつも何度でも 曲：木村弓 |
| 2009-2010 | 白鳥 作曲：カミーユ・サン＝サーンス | 感傷的なワルツ Op.51-6 作曲：ピョートル・チャイコフスキー 美しく青きドナウ 作曲：ヨハン・シュトラウス2世                                               | 美しく青きドナウ 作曲：ヨハン・シュトラウス2世ブルース 曲：ゲイリー・ムーア |
| 2008-2009 | 白鳥 作曲：カミーユ・サン＝サーンス | 歌劇『道化師』より 作曲：ルッジェーロ・レオンカヴァッロ                                                                                                | 美しく青きドナウ 作曲：ヨハン・シュトラウス2世 |
| 2007-2008 | 序奏とロンド・カプリチオーソ 作曲：カミーユ・サン＝サーンス                                                                                    | 映画『ある愛の詩』より 作曲：フランシス・レイ | ブルース 曲：ゲイリー・ムーア |
| 2006-2007 | 序奏とロンド・カプリチオーソ 作曲：カミーユ・サン＝サーンス                                                                                    | ピアノ協奏曲 作曲：カミーユ・サン＝サーンスブラジル風バッハ 作曲：エイトル・ヴィラ＝ロボス 映画『ヴァン・ヘルシング』より 作曲：アラン・シルヴェストリ | |